# Меморіальний музей К. Г. Стеценка (Квітки)
Меморіальний музей К. Г. Стеценка — меморіальний музей, присвячений життю і творчості українського композитора Кирила Григоровича Стеценка у селі Квітках Корсунь-Шевченківського району Черкаської області; відділ Корсунь-Шевченківського державного історико-культурного заповідника.
Музей розташований у відтвореному приміщенні земської школи, в якій навчався К. Г. Стеценко. Площа музейного закладу — 182 м².

## Історія, сьогодення, експозиція
Меморіальний музей К. Г. Стеценка у селі Квітках створений у 1959 році згідно з рішенням виконкому сільської ради.
Починаючи від 1994 року музей працює на правах відділу Корсунь-Шевченківського державного історико-культурного заповідника.
Станом на 2-у половину 2000-х музейний заклад працює нерегулярно — для його відвідання необхідно заздалегідь інформувати (замовляти екскурсію) дирекцію Корсунь-Шевченківського державного історико-культурного заповідника (м. Корсунь-Шевченківський).
Експозиція Меморіального музею К. Г. Стеценка в Квітках (фонди закладу нараховують близько 400 одиниць збереження) розповідає про життя і творчу діяльність Кирила Григоровича Стеценка та увічнення його пам'яті.
Наукову концепцію відновлення і створення експозиції музею розробив Хаврусь Сергій Левкович ‎

## Виноски
1. ↑  Квітки на www.ukrainaincognita.com («Україна Інкогніта»). Архів оригіналу за 11 жовтня 2013. Процитовано 7 жовтня 2010.